# Liste de sondages sur les élections législatives françaises de 2012
Pour un article plus général, voir Élections législatives françaises de 2012.
Les élections législatives françaises de 2012 se sont tenues les 10 et 17 juin 2012 (les 3 et 17 juin 2012 pour les Français de l'étranger) avec pour but de renouveler les 577 sièges de l'Assemblée nationale, chambre basse du Parlement français. Le scrutin a lieu sur le mode majoritaire et à deux tours, ce qui rend difficile les projections en sièges, d'où la prudence des sondeurs, qui concentrent leurs efforts sur les projections en total des voix pour l'ensemble des partis.
Tous les sondages de cette liste, sauf mention contraire, se conforment aux règles de la Commission nationale des sondages, et appliquent la méthode dite des quotas.

## Intervalle de confiance

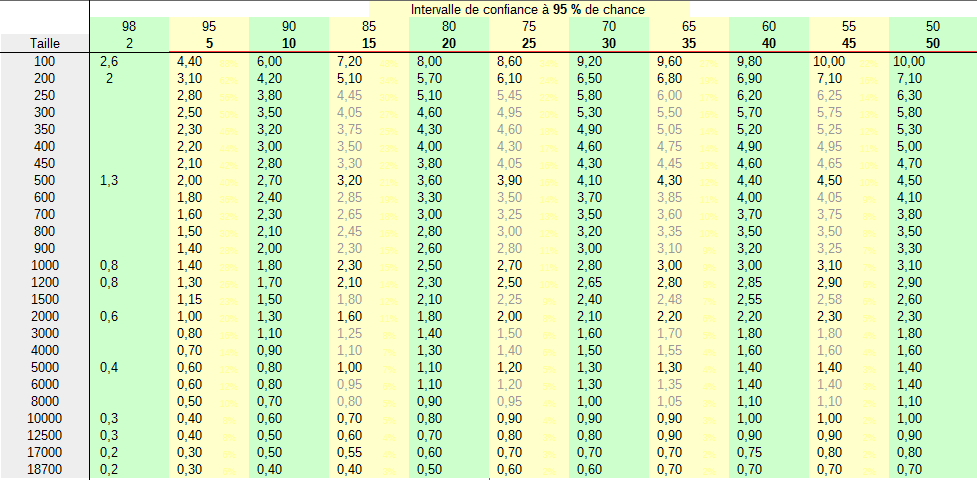
Intervalle de confiance à 95 % de chance.

La plupart des sondages sont publiés accompagnés d'une présentation des intervalles de confiance à 95 %. Le tableau résume les intervalles de confiance selon la taille de l’échantillon (ou du sous-échantillon).
Si pour un échantillon (sous-échantillon) de 1 000 personnes le candidat reçoit 10 % (ou 90 %) d'intentions de vote, l'incertitude est de 3 points pour un niveau de confiance de 95 %. Il y a donc 95 % de chance que son score soit compris entre 7  et   13 % (respectivement 87 % - 93 %). 
En fait, l'incertitude est inférieure pour des effectifs stratitifés comme avec la méthode des quotas. À noter que la base de comparaison doit être cohérente : il faut soit donner le pourcentage par rapport à l'effectif total y compris abstention, blanc et NSPP, soit N doit être limité aux intentions de vote pour un candidat quant l'on veut que la somme des scores fasse 100 % comme ci dessous. Par exemple à 25 % d'abstention, 1 000 sondés ne correspondent qu'à 750 exprimés pour un candidat, ce qui monte l'incertitude à +- 3,6 %.

## Intentions de vote, au niveau national, au premier tour
N. t. : non testé
| Institut    | Date               | Échantillon | LO et NPA | FG     | EELV  | PS, PRG et DVG | MoDem | Centre droit | UMP et DVD | DLR   | FN et alliés | Autres |
| Institut    | Date               | Échantillon |           |        |       |                |       |              |            |       |              |        |
| Harris      | 6 mai              | 899         | N. t.     | 7 %    | 5 %   | 26 %           | 5 %   | N. t.        | 32 %       | N. t. | 17 %         | 8 %    |
| Ifop        | 6 mai              | 1 968       | 1,5 %     | 8 %    | 5 %   | 31 %           | 4,5 % | 1,5 %        | 32 %       | N. t. | 18 %         | 0 %    |
| BVA         | 6 mai              | 874         | 0,5 %     | 10,5 % | 35 %  | 35 %           | 4 %   | N. t.        | 33 %       | N. t. | 17 %         | N. t.  |
| CSA         | 6 mai              | 1 016       | 1 %       | 10 %   | 4 %   | 31 %           | 6 %   | N. t.        | 30 %       | 1 %   | 15 %         | 2 %    |
| BVA         | 9 et 10 mai        | 1 147       | 0,5 %     | 10,5 % | 4,5 % | 30 %           | 5 %   | N. t.        | 32,5 %     | 1 %   | 16 %         | 3 %    |
| CSA         | 10 mai             | 899         | 1,5 %     | 10 %   | 4 %   | 32 %           | 4 %   | N. t.        | 33 %       | 0,5 % | 12 %         | 3 %    |
| Ifop        | 18 et 19 mai       | 860         | 1 %       | 7 %    | 4,5 % | 34,5 %         | 4 %   | 33 %         | 33 %       | 0,5 % | 16 %         | N. t.  |
| Opinion Way | 23 et 25 mai       | 1 836       | N. t.     | 8 %    | 4 %   | 32 %           | 4 %   | 31 %         | 31 %       | N. t. | 16 %         | 5 %    |
| Ipsos       | 25 et 26 mai       | 962         | 1,5 %     | 8 %    | 6 %   | 31 %           | 2 %   | 35 %         | 35 %       | N. t. | 15 %         | 1,5 %  |
| Ifop        | 25 au 29 mai       | 1 001       | 1,5 %     | 7 %    | 3,5 % | 34 %           | 4 %   | 1 %          | 32 %       | 0,5 % | 15,5 %       |        |
| CSA         | 29 et 30 mai       | 852         | 1 %       | 10 %   | 5 %   | 30 %           | 3 %   | 31,5 %       | 31,5 %     | 0,5 % | 14 %         | 5 %    |
| BVA         | 30 et 31 mai       | 1 139       | 0,5 %     | 9 %    | 4 %   | 33 %           | 4,5 % | N. t.        | 32 %       | 0,5 % | 16 %         |        |
| Ifop        | 31 mai et 1er juin | 874         | 1,5 %     | 8 %    | 4 %   | 33 %           | 5 %   | N. t.        | 34 %       | N. t. | 15 %         | 1,5 %  |
| LH2         | 1er et 2 juin      | 960         | 1,5 %     | 8 %    | 5 %   | 31,5 %         | 5 %   | 1 %          | 33,5 %     | N. t. | 14,5 %       |        |
| Ipsos       | 1er et 2 juin      | 894         | 1,5 %     | 7 %    | 6 %   | 32,5 %         | 3 %   | 34 %         | 34 %       | N. t. | 14 %         |        |
| TNS Sofres  | 1er et 3 juin      | 1 000       | 1,5 %     | 7,5 %  | 5 %   | 31,5 %         | 2 %   | 35 %         | 35 %       | N. t. | 15 %         | 2,5 %  |
| Opinion Way | 4 et 5 juin        | 1 697       | 1 %       | 8,5 %  | 5,5 % | 31 %           | 2 %   | 35 %         | 35 %       | N. t. | 15 %         | 1 %    |
| BVA         | 5 et 6 juin        | 1 182       | 1,5 %     | 9 %    | 4,5 % | 32 %           | 3,5 % | 32 %         | 32 %       | 1 %   | 15,5 %       |        |
| CSA         | 5 et 6 juin        | 875         | 1,5 %     | 8 %    | 5 %   | 32,5 %         | 3 %   | 32,5 %       | 32,5 %     | 0,5 % | 14 %         | 3 %    |
| Harris      | 5 et 7 juin        | 1 043       | 1 %       | 7 %    | 5 %   | 34 %           | 3 %   | N. t.        | 33 %       | N. t. | 15 %         | 2 %    |
| Opinion Way | 6 et 7 juin        | 1 791       | 1 %       | 8 %    | 5,5 % | 32 %           | 2 %   | 33,5 %       | 33,5 %     | N. t. | 16 %         | 1 %    |
| Ipsos       | 6 et 7 juin        | 1 017       | 1,5 %     | 8 %    | 5 %   | 31,5 %         | 2 %   | 34,5 %       | 34,5 %     | N. t. | 15,5 %       | 2 %    |

### Sondages par circonscription
- Premier tour

- Second tour

### Projections en sièges
| Institut                                                                  | Date          | Échantillon | LO et NPA | FDG     | EELV    | PS et DVG | PRG       | MRC       | MoDem | NC        | PRV       | UMP et DVD | FN    | DIV   |
| ------------------------------------------------------------------------- | ------------- | ----------- | --------- | ------- | ------- | --------- | --------- | --------- | ----- | --------- | --------- | ---------- | ----- | ----- |
| Institut                                                                  | Date          | Échantillon |           |         |         |           |           |           |       |           |           |            |       |       |
| Ipsos                                                                     | 1er et 2 juin | 894         | 0         | 21 - 23 | 17 - 23 | 249 - 291 | 14 - 16   | 2 - 4     | 0 - 3 | 9 - 14    | 2 - 5     | 209 - 255  | 0 - 3 | 0     |
| « TNS Sofres »(Archive.org • Wikiwix • Archive.is • Google • Que faire ?) | 1er et 3 juin | 1 000       | 0         | 13 - 18 | 12 - 17 | 280 - 310 | 280 - 310 | 280 - 310 | 0 - 2 | 235 - 265 | 235 - 265 | 235 - 265  | 0 - 5 | 0     |
| Opinion Way                                                               | 4 et 5 juin   | 1 697       | 0         | 20 - 24 | 18 - 24 | 271 - 296 | 271 - 296 | 1 - 3     | 0 - 2 | 230 - 265 | 230 - 265 | 230 - 265  | 0 - 2 | 0     |
| Ipsos                                                                     | 6 et 7 juin   | 1 017       | 0         | 23 - 26 | 12 - 16 | 243 - 285 | 12 - 15   | 2 - 4     | 0 - 3 | 13 - 16   | 4 - 7     | 214 - 262  | 0 - 3 | 0     |
| Premier tour des élections législatives (10 juin 2012)                    |               |             |           |         |         |           |           |           |       |           |           |            |       |       |
| Ifop                                                                      | 13 juin       | analyse     | 0         | 8 - 10  | 13 - 20 | 297 - 332 | 297 - 332 | 297 - 332 | 1 - 2 | 210 - 245 | 210 - 245 | 210 - 245  | 0 - 3 | 2 - 5 |
| Ipsos                                                                     | 13 et 14 juin | 2 475       | 0         | 12 - 13 | 14 - 20 | 284 - 313 | 11 - 13   | 3 - 5     | 1 - 3 | 14 - 18   | 4 - 6     | 192 - 226  | 0 - 3 | 0 - 2 |
| TNS Sofres                                                                | 13 et 14 juin | 1 000       | 0         | 10 - 12 | 14 - 18 | 300 - 330 | 300 - 330 | 300 - 330 | 0 - 2 | 210 - 240 | 210 - 240 | 210 - 240  | 0 - 3 | 2 - 3 |
| Opinion Way                                                               | 13 et 14 juin | 1 090       | 0         | 8 - 12  | 12 - 18 | 295 - 330 | 295 - 330 | 295 - 330 | 0 - 2 | 15 - 22   | 15 - 22   | 200 - 230  | 0 - 4 | 0 - 3 |
| Harris Interactive                                                        | 13 et 14 juin | 3 201       | 0         | 8 - 10  | 11 - 17 | 287 - 325 | 287 - 325 | 287 - 325 | 0 - 2 | 202 - 263 | 202 - 263 | 202 - 263  | 0 - 3 | 0 - 4 |
| BVA                                                                       | 15 juin       | analyse     | 0         | 9 - 14  | 12 - 18 | 303 - 325 | 303 - 325 | 303 - 325 | 1 - 2 | 219 - 247 | 219 - 247 | 219 - 247  | 1 - 3 | 0 - 2 |